# 花月殺手 (電影)
《花月殺手》（英語：Killers of the Flower Moon）是一部2023年美國史詩西部犯罪劇情片，由馬田·史高西斯執導和監製，艾瑞克·羅斯編劇，本片改編自大衛·格雷恩的2017年暢銷非虛構書籍《花月殺手：美國連續謀殺案與FBI的崛起》。故事講述1920年代俄克拉荷馬州，奧塞奇族在部落土地上發現石油後發生的一系列謀殺事件。里安納度·狄卡比奧監製，他也與傑西·普萊蒙、莉莉·格萊斯頓和羅拔·迪尼路主演。本片標誌著史高西斯與狄卡比奧的第六次合作，還有史高西斯與迪尼路的第十次合作。
本片由史高西斯的Sikelia Productions公司和狄卡比奧的亞壁古道影業製作，派拉蒙影業和Apple TV+發行。《花月殺手》2023年5月20日在第76屆坎城影展上首映，2023年10月20日在美國院線上映。這部電影獲得媒體與影評界的正面評價，馬田·史高西斯的執導、演員（勞勃·狄尼洛、李奧納多和莉莉·葛萊史東）的演出表現、主題、配樂、情感刻畫、探討美國與原住民關係的層面、攝影備受評論家的讚譽。電影入圍第81屆金球獎共計7項獎項。第96屆奧斯卡金像獎共計入圍10項獎項。

## 劇情
故事背景為1920年代，位於俄克拉荷馬州東北部的奧塞奇族成員在可疑的情況下被謀殺，引起了由29歲的約翰·埃德加·胡佛和前德州騎警湯姆·懷特指揮的聯邦調查局（FBI）重大調查。
故事開頭，奧塞奇族的長老們面帶憂鬱地埋葬了一根儀式用的煙斗，象徵哀悼他們的後代融入美國白人社會。俄克拉荷馬州的保留地每年都會出現鮮花盛開的「花月」現象，其中一些奧塞奇人在他們的保留地中漫步時，意外發現了石油從地下噴湧而出。此事事件讓該部落變得富有，因為它保留了採礦權，成員分享石油租賃收入，儘管法律要求白人法院指定的監護人管理純血統和混血成員的金錢。
1919年，歐內斯特·勃克哈特從第一次世界大戰中歸來，歐內斯特與他的兄弟拜倫（Byron），還有身為後備副警長兼保留牧場主的，外號「國王的」叔叔威廉·哈爾（William Hale）一起住在黑爾（Hale）的大型保留牧場上。哈爾偽裝成奧塞奇人的友好捐助者，說他們的語言並贈送禮物，還建議歐內斯特追求身為擁有石油開採權家族的奧塞奇族女子莫莉·凱爾。歐內斯特與拜倫一起對奧塞奇族進行武裝搶劫，他透過計程車司機的日常工作認識了莫莉；兩人產生了浪漫的感情，並在混合了天主教和奧塞奇元素的儀式上結婚。隨著時間的推移，他們撫養了三個孩子。另一方面，哈爾秘密策劃殺害幾名富有的奧塞奇族人，他告訴歐內斯特，如果莫莉的家人中有更多人去世，這意味著他將繼承更多的頭權；莫莉患有糖尿病，她的母親莉齊也生病了。當莫莉的妹妹米妮因為罹患神秘疾病逝世後，哈爾命令拜倫殺死莫莉的另一個妹妹：個性叛逆的安娜。莉齊和奧塞奇議會指責保留地的白人居民，並敦促部落進行反擊。
此時一部關於1921年塔爾薩種族騷亂的新聞片被流傳出來，其中白人摧毀了一個黑人社區並殺害了眾多居民，這使得奧塞奇人擔憂他們可能會遭受同樣的苦難。莉齊在去世時看見她的祖先歡迎她來到來世的影像。哈爾讓歐內斯特主導策畫了莫莉第一任丈夫亨利·羅恩的死亡，以收取他的人壽保險金。然而，歐內斯特執行這樁謀財害命的計劃時搞砸了，導致哈爾在共濟會聖殿裡殘酷地用槳攻擊他。由於當地治安官和法官腐敗，官方沒有對這些命案進行任何調查。不久後，一名試圖遊說國會的奧塞奇族代表在華盛頓特區被謀殺。莫莉聘請了私家偵探威廉·J·伯恩斯協助調查，但歐內斯特和拜倫毆打並把他趕出了保留地。
儘管抱病在身，莫莉還是與奧塞奇代表團一起前往華盛頓，向卡爾文·柯立芝總統尋求幫助。得知此事的哈爾說服歐內斯特在莫莉的胰島素藥劑投毒，以「放慢她的速度」。莫莉的病情惡化，歐內斯特有時會因為羞愧而自己吞下毒藥。哈爾命令歐內斯特安排謀殺莫莉僅存的妹妹雷塔和她的丈夫，讓犯罪分子阿西·柯比炸毀她的房子。經過此事，莫莉繼承了她家族的所有繼承權。由於莫莉的積極遊說，調查局（BOI）派出探員湯姆·懷特（Tom White）和助理前去調查；他們很快就查明了真相。哈爾試圖透過謀殺包括阿西在內的幾名手下來掩蓋自己的蹤跡，但懷特逮捕了哈爾和歐內斯特。特工們發現莫莉病重，特地為她提供了適當的醫療照護。湯姆·懷特說服歐內斯特認罪，利用國家證據限制哈爾。受哈爾聘請的律師WS·漢密爾頓試圖說服歐內斯特，聲稱他受到酷刑並放棄了信仰。然而，歐內斯特在他和莫莉的一個女兒死於百日咳後，決定作證指控哈爾。哈爾試圖謀殺歐內斯特，但沒有成功。歐內斯特作證後，莫莉與他會面，但當他不承認毒害了她時，莫莉離開了他。
影片隨後藉由一個廣播劇，揭露了事件後續發展：歐內斯特和哈爾叔姪兩被定罪並被判處無期徒刑，儘管奧塞奇族人向假釋委員會提出抗議，兩人在監禁多年後仍被假釋。由於陪審團懸而未決，拜倫沒有入獄。肖恩兄弟為莫莉給了歐內斯特毒藥，還與其他「浪費性死亡」有牽連，但因缺乏證據而沒有被起訴。審判結束後，莫莉正式與歐內斯特離婚，與他人再婚，她於1937 年因糖尿病去世，享年50歲。莫莉過世後與父母、姐妹和女兒合葬，然而她的訃聞沒有提及奧塞奇謀殺案的隻字片語。
電影的尾聲，影片從上方展示了今日的奧塞奇禮拜儀式。鏡頭逐漸拉遠，顯示出儀式舞圈的範圍，奧塞奇人迄今還在該處生活。

## 演員
- 里安納度·狄卡比奧 飾 歐內斯特·勃克哈特（英语：Ernest Burkhart）
- 羅拔·迪尼路 飾 威廉·哈爾
- 傑西·普萊蒙 飾 湯姆·懷特
- 莉莉·格萊斯頓 飾 莫莉·凱爾（英语：Mollie Kyle）
- 丹圖·卡蒂娜（英语：Tantoo Cardinal） 飾 莉茲（Lizzie Q）
- 卡拉·裘德·迈尔斯（英语：Cara Jade Myers） 飾 安娜·布朗（Anna Brown）
- 加奈·科林斯（JaNae Collins）飾 瑞塔（Reta）
- 吉莉安·迪翁（Jillian Dion）飾 米妮（Minnie）
- 威廉·贝洛（William Belleau）飾 亨利·羅恩（Henry Roan）
- 路易斯·坎瑟米 飾 凱爾西·莫里森（Kelsie Morrison）
- 傑森·伊斯貝爾（英语：Jason Isbell） 飾 比爾·史密斯（Bill Smith）
- 斯德吉爾·辛普森（英语：Sturgill Simpson） 飾 亨利·格兰默（Henry Grammer）
- 達坦加·米恩斯（英语：Tatanka Means） 飾 约翰·雷恩（John Wren）
- 派特·希利（英语：Pat Healy (actor)） 飾 约翰·伯格（John Burger）
- 史考特·雪柏（英语：Scott Shepherd (actor)） 飾 布萊恩·勃克哈特（Bryan Burkhart）
- 加里·巴薩拉巴（英语：Gary Basaraba） 飾 威廉·J·伯恩斯（英语：William J. Burns）
- 史蒂夫·伊斯汀（英语：Steve Eastin） 飾 約翰·卡爾文·波洛克（英语：John Calvin Pollock）
- 班頓·費沙 飾 W·S·汉密尔顿（W.S. Hamilton）
- 賴瑞·菲森登（英语：Larry Fessenden） 飾 廣播劇配音員
- 馬丁·史柯西斯 飾 廣播劇製作人

## 製作
2016年3月10日，急迫娱乐以500万美元拿下大卫·格雷恩纪实文学作品《花月杀手：奥色治谋杀案与联邦调查局的诞生》的影视改编权，由该工作室的丹·弗雷德金及布拉德利·托马斯出任制片人。2017年4月，消息指马丁·斯科塞斯、莱昂纳多·迪卡普里奥及罗伯特·德尼罗正考虑加盟剧组，剧本则由艾瑞克·羅斯负责改编。罗伯特·德尼罗和莱昂纳多·迪卡普里奥是斯科塞斯的长期合作对象，然而三人上次一起合作还是两年前的短片《選角風雲》。
2019年6月，派拉蒙影業宣布负责电影的发行工作。由于派拉蒙对斯科塞斯提出的2亿元制片成本感到担忧，斯科塞斯又寻求Netflix和Apple TV+参与电影的融资及发行。另一方面，派拉蒙对合作发行持开放态度。至2020年5月，Apple TV+宣布参与电影的联合融资及发行工作，派拉蒙保留发行方角色。

### 编剧
初期剧本以湯瑪斯·布魯斯·懷特的视角展开，讲述联邦调查局来到俄克拉荷马调查歐塞奇族连环谋杀案的过程，而迪卡普里奥是最初扮演怀特的人选。这一版的剧本更忠实于格雷恩的原著，篇幅长达近200页。斯科塞斯称剧本初稿堪比刑侦剧；由于对写刑侦题材剧本感到不太舒服，斯科塞斯和罗斯花了很大功夫才完成剧本。
斯科塞斯和罗斯花了将近两年的时间撰写剧本，之后迪卡普里奥质问斯科塞斯故事的核心在那里。和奥塞奇族人开了几次会，吃了几次饭后，斯科塞斯发现剧本应该从他们的角度出发才算真实。在这几次会面的过程中，几位奥塞奇族人反复提到美国老兵欧内斯特·伯克哈特与他们的族人莫莉·凯尔的联姻，而他们夫妇俩的确是真心相爱的。而这段婚姻引起了斯科塞斯的兴趣，让他觉得电影的核心应是欧内斯特和莫莉的爱情经历，以及莫莉不断欺骗自己和欧内斯特在一次，尽管欧内斯特公务繁忙。
其后迪卡普里奥提出将自己的角色从汤姆·怀特换成欧内斯特·伯克哈特，得到斯科塞斯同意。之后斯科塞斯和罗斯对剧本进行全面修改，将电影的主视角轉到奥塞奇族上面，同时把故事重心放在欧内斯特，以及他对妻子莫莉和叔叔威廉·哈爾的忠诚关系破裂上面。派拉蒙认为角色的变换会让电影成为“带有情绪、商业气息不太浓厚的角色研究”，惟莉莉·格萊斯頓后来表示奥塞奇族的加入给电影带来积极影响。斯科塞斯表示艾瑞·艾斯特的作品《仲夏魘》和《寶可噩夢》给他在《花月杀手》中营造“更慢、更安静”的格调带来灵感。
在写结尾的时候，斯科塞斯和罗斯注意到以往改编奥塞奇族谋杀案的影视作品都尽力减少带有“娱乐成分”的事件，因此他们希望自己的电影也“承担责任”。他设想了几个版本的结局，包括像《聯邦調查局》那样，在结尾处展现一部好莱坞电影的拍摄过程。但考虑到莫莉和欧内斯特之间的关系，他们将结局改编成广播剧的制作过程。为了避免出现跑马灯字幕，罗斯选择在结尾向莫莉最后致敬，最终斯科塞斯在电影中展现这一点，因为他觉得自己无法指导其他演员这样做。

### 选角
2019年7月，报道指德尼罗加盟剧组，拍摄工作暂定2020年夏季启动。在2020年1月19日举行的第26届美国演员工会奖上，迪卡普里奥确认将和德尼罗出任主演。迪卡普里奥为此支付了3000万美元。2021年2月，格莱斯顿与杰西·普莱蒙加盟剧组。制片方希望由一位美国原住民演员来扮演莫莉·凯尔后，选角导演艾伦·路易斯首先向斯科塞斯格莱斯顿，并给他播放了格莱斯顿2016年的作品《某种女人》，当中格莱斯顿的表演让斯科塞斯印象深刻。随后格莱斯顿在Zoom上视频沟通，期间两人探讨了天主教问题；会谈结束后，格莱斯顿获选为主角人选。迪卡普里奥也和格莱斯顿视频沟通，过后迪卡普里奥也对格莱斯顿赞不绝口。没过多久，奥塞奇族方面也批准格莱斯顿参演。至于原本写给迪卡普里奥的调查局托马斯·怀特探员一角，最终由普莱蒙负责。
2021年3月，丹圖·卡蒂娜、卡拉·裘德·迈尔斯、加奈·科林斯和吉莉安·迪翁加盟剧组。4月，斯德吉爾·辛普森、達坦加·米恩斯、小迈克尔·阿伯特、帕特·希利与斯科特·谢泼德加盟剧组。6月，史蒂夫·伊斯汀、加里·巴萨拉巴和巴里·柯宾加盟剧组。8月，布蘭登·費雪和约翰·利思戈加盟。

### 拍摄
拍摄工作历经多次延宕。2017年7月，布景师丹特·法拉提表示摄制工作会在2018年初启动。到2018年10月，拍摄日程推迟到2019年夏季开始，以待斯科塞斯完成《爱尔兰人》后在拍摄。2019年12月，自《华尔街之狼》之后长期担任斯科塞斯合作摄影师的罗德里戈·普列托表示会在2020年3月启动主体摄影，而电影的“风格和质感”仍在规划中。2020年4月，消息指受2019冠状病毒病疫情影响，电影摄制工作无限期拖延。2021年2月，制片工作在奧克拉荷馬州重启。杰克·菲什签约担任布景师，这是他第一次与斯科塞斯合作。
最终在2021年4月19日，电影主体摄影工作正式启动，取景地包括俄克拉荷马州奧塞奇縣及华盛顿县，其中华盛顿县取景地包括波胡斯卡、費爾法克斯和巴托斯維爾。剧组动用了50多处布景，其中有现成的建筑，也有临时搭建的片场。在正式开机前发布的新闻稿中，导演斯科塞斯表示：“《花月杀手》终于在俄克拉荷马州正式开机，我们都很激动。能够在故事发生的原本地点讲述这个故事，对我们准确描绘当时的时间及人物至关重要。我们要向苹果公司、俄克拉荷马电影音乐办公室（Oklahoma Film and Music Office）、奥塞奇族人表示感谢，特别是在筹备阶段担任欧塞奇顾问及文化顾问的奥塞奇族人。”
除部分夜景外，大部分镜头由普列托本人亲自操刀。对于电影的高潮部分，普利托采用了名为ENR的特艺彩色技术，增加色彩对比度的同时降低饱和度；他表示，“大家突然有一种刺痛的感觉”。2021年5月13日，德尼罗在拍场外遭遇股四头肌受伤的情况，需要回纽约治疗。尽管如此，制片工作没有推延，德尼罗的戏份在2021年6月拍完。在拍摄广播剧的戏份时，斯科塞斯的家人到场协助，斯科塞斯觉得这样能让自己自信地表达台词。2021年10月1日，主体拍摄工作正式杀青。2022年3月，奥塞奇族酋长傑佛瑞站熊表示族人传统舞蹈的戏份会于5月中旬补拍。

### 奥塞奇族的参与
从一开始，斯科塞斯就需要奥塞奇族人能全程参与电影的制作。早在前期制作阶段，斯科塞斯就亲自前往俄克拉荷马州波胡斯卡拜会欧塞奇酋长傑佛瑞站熊，了解“恐怖统治”时期部落发生的事情，同时商讨如何将部族成员融入到电影片场中。随后剧组与200多名奥塞奇族人举行磋商，衡量奥塞奇族对电影制作的看法。斯科塞斯至少安排了40个由奥塞奇族人扮演的角色，另外还有数百名族人担任临时演员。另外，斯科塞斯也安排多名奥塞奇族人担任剧组的主要或次要角色，确保电影能准确刻画当时欧塞奇部落的面貌。欧塞奇语老师、翻译克里斯托弗·科特（Christopher Cote）教演员们说欧塞奇语，以及说这种语言的方法。由于1920年代的欧塞奇人大量使用该语言，片中也出现了这种语言。

### 后期
光影魔幻工業与视觉特效监督巴勃罗·赫尔曼负责电影的后期特效，双方曾在《愛爾蘭人》及《沉默》中与斯科塞斯合作。

## 发行

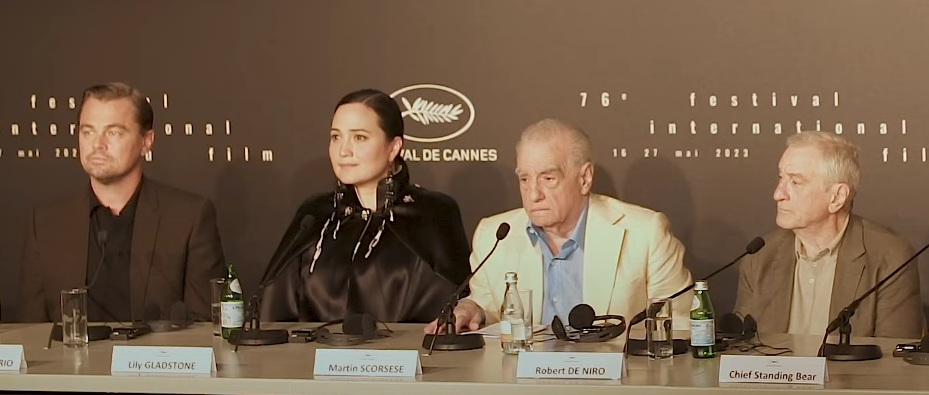
电影主创团队亮相2023年戛纳电影节记者招待会

《花月杀手》于2023年5月20日在第76屆坎城影展全球首映。放映结束后，全场报以九分钟的起立鼓掌致敬。2023年9月27日，电影美国首映礼在纽约林肯表演藝術中心爱丽丝·塔利大厅举行。受2023年美国演员工会大罢工影响，主创团队未到场出席活动。电影原定于2023年10月6日在全美部分影院有限上映，10月20日正式公映，由Apple TV+（通过旗下的苹果原创电影）及派拉蒙影业联合发行。然而有限上映最终被取消，改为10月20日直接公映。
据《綜藝》披露，电影意大利发行方Rai Cinema和利昂电影集团（Leone Film Group）早在电影制片过程中，就从派拉蒙手中买下意大利地区的发行权。2023年7月，第二支预告片出炉之前，电影宣布登陆IMAX院线。
在丹麦、德国、意大利、葡萄牙、巴西、荷兰及美国，部分院线自行加入幕间休息环节。有指该做法违反了他们与派拉蒙和苹果签订的发行合同，派拉蒙与苹果表示会采取行动阻止该做法。不过，电影确实被外界批评太长，尽管斯科塞斯和剪辑师塞尔玛·斯库梅克有自己的理由。2023年12月5日，电影登陆隨選視訊平台，2024年1月12日在Apple TV+流媒体发行。

## 反响

### 专业评价
根据評論匯總网站爛番茄汇总的454篇评论文章，93%的评论家给予该作正面评价，使之獲得「認證新鮮」標識，平均打分为8.6分（满分10分）。在Metacritic上，63位影評人共給予了89分的分數（滿分100分），這部電影獲得了「一致好評」。

### 票房
| 上一届： 《我的天堂城市》 | 2023年香港一週票房冠軍 第42-43週 | 下一届： 《白日之下》 |
| 上一届： 《我的天堂城市》 | 2023年香港週末票房冠軍 第43-44週 | 下一届： 《白日之下》 |

### 奖项
在第96屆奧斯卡金像獎中，电影获得最佳影片、最佳导演、最佳女主角、最佳男配角、最佳服装设计、最佳原创歌曲、最佳原创音乐、最佳艺术指导、最佳剪辑及最佳攝影10项提名。在第77屆英國電影學院獎中，电影与《Barbie芭比》和《奧本海默》共同入选15项大奖的候选名单，追平了爱德华·贝尔格二战反战题材电影《西线无战事》入选英国电影学院奖候选长名单的数量纪录。凭借在片中扮演莫莉·伯克哈特的表演，格莱斯顿成为第一名提名奥斯卡奖的美国原住民演员。斯科塞斯获得第10个奥斯卡最佳导演提名，提名总数位列导演第二名，仅次于提名12次的威廉·惠勒。此外，斯科塞斯也以81岁高龄超越約翰·休斯頓，成为奥斯卡最佳导演历届提名者中年纪最大的一位。剪辑师斯库梅克斩获第九个奥斯卡最佳剪辑提名，数量居历届之冠。配乐作曲罗比获得个人首个奥斯卡最佳原创音乐奖提名；由于他在2023年8月因前列腺癌不治去世，他成为了第64个在身后被追授奥斯卡奖的人士。
其他獎項請見《花月殺手》獲獎與提名列表。
| 年份 | 頒獎典禮           | 獎項         | 入圍者                                                   | 結果 |
| ---- | ------------------ | ------------ | -------------------------------------------------------- | ---- |
| 2024 | 第96屆奧斯卡金像獎 | 最佳影片     | 《花月殺手》                                             | 提名 |
| 2024 | 第96屆奧斯卡金像獎 | 最佳导演     | 馬丁·斯科塞斯                                            | 提名 |
| 2024 | 第96屆奧斯卡金像獎 | 最佳女主角   | 莉莉·格萊斯頓                                            | 提名 |
| 2024 | 第96屆奧斯卡金像獎 | 最佳男配角   | 羅伯特·德尼羅                                            | 提名 |
| 2024 | 第96屆奧斯卡金像獎 | 最佳原创配樂 | 羅比·羅伯森                                              | 提名 |
| 2024 | 第96屆奧斯卡金像獎 | 最佳原创歌曲 | 詞曲：斯科特·喬治 – 〈Wahzhazhe (A Song For My People)〉 | 提名 |
| 2024 | 第96屆奧斯卡金像獎 | 最佳攝影     | 羅德里哥·普里托                                          | 提名 |
| 2024 | 第96屆奧斯卡金像獎 | 最佳影片剪辑 | 黛瑪·史娟梅嘉                                            | 提名 |
| 2024 | 第96屆奧斯卡金像獎 | 最佳美術設計 | 傑克·菲斯克、Adam Willis                                 | 提名 |
| 2024 | 第96屆奧斯卡金像獎 | 最佳服装设计 | 杰奎琳·韦斯特                                            | 提名 |

## 外部連結
- 互联网电影数据库（IMDb）上《花月殺手》的资料（英文）
- Box Office Mojo上《花月殺手》的资料（英文）
- 爛番茄上《花月殺手》的資料（英文）
- Metacritic上《花月殺手》的資料（英文）
- AllMovie上《花月殺手》的资料（英文）
- 豆瓣电影上《花月殺手》的資料 （简体中文）
- 时光网上《花月殺手》的資料（简体中文）
- 開眼電影網上《花月殺手》的資料（繁體中文）